# Lưu Hiểu Ba
Lưu Hiểu Ba (tiếng Trung: 劉曉波, bính âm: Liú Xiǎobō; 28 tháng 12 năm 1955 – 13 tháng 7 năm 2017) là một nhà hoạt động nhân quyền và trí thức Trung Quốc. Ông từng là Chủ tịch của Trung tâm Văn Bút Quốc tế độc lập của Trung Quốc từ năm 2003. Vào ngày 8 tháng 12 năm 2008, Lưu Hiểu Ba bị bắt giam vì hậu quả của việc ông tham gia viết Hiến chương 08. Ông bị bắt chính thức vào ngày 23 tháng 6 năm 2009, vì bị nghi có dính líu tới việc "xúi giục chống phá nhà nước", ông bị buộc cùng tội danh vào ngày 23 tháng 12 năm 2009, và bị kết án 11 năm tù và hai năm bị tước quyền chính trị vào ngày 25 tháng 12 năm 2009. Lưu Hiểu Ba thi hành án tù tại Cẩm Châu, tỉnh Liêu Ninh. Vào ngày 26 tháng 6 năm 2017, ông đã được cấp cứu sau khi được chẩn đoán mắc bệnh ung thư gan giai đoạn cuối và qua đời vào ngày 13 tháng 7 năm 2017 tại bệnh viện.
Giải Nobel Hòa bình năm 2010 được trao cho ông bất chấp áp lực từ chính quyền Trung Quốc ngăn cản việc trao giải cho ông. Người phát ngôn Chính quyền Bắc Kinh nói với phóng viên rằng ông Lưu Hiểu Ba vào tù vì vi phạm pháp luật, và rằng trao giải Nobel Hòa bình sẽ mang đến thông điệp sai trái. Ông được ủy ban giải Nobel hòa bình trao giải vì "cuộc đấu tranh trường kỳ bất bạo động vì quyền con người ở Trung Quốc". Tổng thư ký Liên Hợp Quốc Ban Ki-moon cho rằng giải thưởng dành cho Lưu Hiểu Ba là "sự công nhận rằng thế giới ngày càng đồng thuận trong việc cải thiện quyền con người". Phát ngôn viên của chính phủ Đức Steffen Seibert tuyên bố Trung Quốc nên thả Lưu Hiểu Ba để ông ta có thể tham gia lễ nhận giải. Bộ trưởng Ngoại giao Pháp Bernard Kouchner cũng hoan nghênh giải thưởng và cũng kêu gọi Trung Quốc thả ông Lưu.
Lưu Hiểu Ba là công dân đầu tiên của Trung Quốc được trao giải thưởng Nobel khi vẫn còn sống ở trong nước. Ông cũng là người thứ 3 được trao giải thưởng này khi còn ở trong tù hay bị giam giữ sau Carl von Ossietzky (1935) của Đức và bà Aung San Suu Kyi (1991) của Miến Điện. Ông cũng là người thứ hai (người đầu tiên là Ossietzky) đã bị từ chối không cho người đại diện đi nhận giải dùm và chết trong trại giam.

## Cuộc đời và giáo dục
Lưu Hiểu Ba sinh tại Trường Xuân, Cát Lâm, năm 1955 trong một gia đình trí thức. Từ năm 1969 đến năm 1973, ông được cha đưa theo về Nội Mông trong phong trào Về Nông thôn. Năm 19 tuổi, ông bắt đầu làm việc trong một ngôi làng ở tỉnh Cát Lâm và sau đó tại một công ty xây dựng. Ông kết hôn với bà Lưu Hà, hiện sống trong căn hộ đôi tập thể ở Bắc Kinh.
Năm 1976, ông học tại Đại học Cát Lâm và nhận bằng Cử nhân Văn học năm 1982 và bằng Thạc sĩ năm 1984 từ Đại học Sư phạm Bắc Kinh. Sau khi tốt nghiệp, Lưu Hiểu Ba trở thành giảng viên tại Đại học Sư phạm Bắc Kinh, nơi ông cũng nhận được bằng tiến sĩ năm 1988.
Trong những năm 1980, các bài bình luận quan trọng nhất của ông, "Phê bình về những lựa chọn – Đối thoại với Lý Trạch Hậu" và "Thẩm mỹ học và Tự do Con người" khiến ông nổi tiếng trong lĩnh vực học thuật. Các bài luận đầu tiên chỉ trích triết lý của một nhà tư tưởng Trung Quốc nổi tiếng, Lý Trạch Hậu.
Giữa năm 1988 và 1989, ông thỉnh giảng tại nhiều trường đại học ngoài Trung Quốc, bao gồm Đại học Columbia, Đại học Oslo và Đại học Hawaii.
Năm 1988, trong một cuộc phỏng vấn, phóng viên tờ Giải phóng nguyệt báo (nay là Khai phóng tạp chí) của Hồng Kông đã hỏi Lưu Hiểu Ba: "Với những điều kiện nào thì Trung Quốc mới có thể thực hiện được một cuộc cách mạng lịch sử thật sự?". Lưu Hiểu Ba đã trả lời: "Làm thuộc địa 300 năm. Hồng Kông 100 năm làm thuộc địa mới có thể trở thành như ngày nay. Trung Quốc rộng lớn như thế, tất nhiên cần phải là thuộc địa đến 300 năm thì mới có thể trở thành như Hồng Kông ngày nay. Mà 300 năm đã đủ chưa, tôi vẫn còn nghi ngờ". Năm 2006, Lưu Hiểu Ba thừa nhận rằng câu trả lời ở trên hơi quá ứng khẩu, mặc dù ông không có ý định thu lại. Mặc dù vậy, câu nói đó đã được sử dụng để chống lại ông. Ông có nhận xét, "Thậm chí ngày nay (năm 2006), giới thanh niên yêu nước phẫn nộ vẫn thường xuyên sử dụng những từ này để vẽ cho tôi "tội phản quốc"".
Năm 1989, Lưu Hiểu Ba đang ở Hoa Kỳ thì ở Trung Quốc diễn ra cuộc biểu tình tại quảng trường Thiên An Môn. Ông đã quyết định quay trở lại Trung Quốc để tham gia phong trào. Sau này, Lưu Hiểu Ba được coi là một trong "bốn lãnh đạo chính trong vụ Thiên An Môn" đã đứng ra thuyết phục hàng trăm sinh viên rời quảng trường, nhờ vậy họ được cứu sống.

## Hoạt động Nhân quyền
Lưu Hiểu Ba là một nhà hoạt động nhân quyền kêu gọi cuộc bầu cử dân chủ, ủng hộ các giá trị tự do, ủng hộ việc phân rõ quyền hạn và kêu gọi chính phủ chịu trách nhiệm về việc làm sai trái của mình. Từ năm 1989 đến nay, ông đã bị kết án tù và lao động khổ sai bốn lần vì các hoạt động chính trị hòa bình của mình, bắt đầu với việc tham gia cuộc biểu tình Thiên An Môn năm 1989. Khi ông không ở trong tù, ông cũng thường xuyên bị theo dõi và quản thúc tại gia trong thời gian nhạy cảm.
Tháng 6 năm 1989 sau cuộc biểu tình Thiên An Môn, Lưu Hiểu Ba bị giam trong nhà tù an ninh nghiêm ngặt Qincheng, và bị kết án về tội "tuyên truyền và kích động phản cách mạng ". Trong tháng 10 năm 1996, ông phải chịu ba năm cải tạo lao động về tội "gây rối trật tự công cộng" vì đã chỉ trích Đảng Cộng sản Trung Quốc.
Khi ông được thả tự do vào năm 1999, báo chí đưa tin rằng chính phủ xây dựng một trạm canh gác bên cạnh nhà của ông, điện thoại và kết nối internet của ông đã bị ngắt. Vào tháng 1 năm 2005, sau cái chết của cựu Thủ tướng Trung Quốc Triệu Tử Dương, người đã đồng cảm với cuộc biểu tình của các sinh viên trong năm 1989, Lưu Hiểu Ba đã ngay lập tức bị quản thúc tại gia trong hai tuần trước khi biết tin về cái chết của ông Triệu.
Năm 2004 khi ông bắt đầu viết Báo cáo Nhân quyền Trung Quốc tại nhà, máy tính, thư từ, tài liệu của ông bị tịch thu. Ông đã từng nói, "vào ngày sinh nhật của Lưu Hà (vợ ông), người bạn tốt nhất của cô mang hai chai rượu vang tới (nhà tôi) nhưng đã bị cảnh sát ngăn lại. Tôi đã đặt mua một bánh [sinh nhật] và cảnh sát cũng từ chối người mang bánh đưa bánh vào. Tôi đã cãi nhau với cảnh sát và cảnh sát nói, "đó là vì lợi ích an ninh cho ông. Có nhiều vụ đánh bom xảy ra trong những ngày này". Những biện pháp đã chỉ được nới lỏng năm 2007, khi Thế vận hội Olympic được tổ chức tại Trung Quốc.
Những bài viết về Quyền Con người của Lưu Hiểu Ba đã nhận được sự công nhận rộng rãi từ quốc tế. Năm 2004, Tổ chức Phóng viên Không Biên giới vinh danh Báo cáo Nhân quyền của ông, trao giải Fondation de France cho ông như là một người bảo vệ tự do báo chí.

## Vụ án Kích động lật đổ quyền lực nhà nước
Trong năm 2007, Lưu Hiểu Ba đã bị giam giữ và thẩm vấn trong một thời gian ngắn về các bài báo ông viết được xuất bản trực tuyến trên các trang web bên ngoài Trung Quốc đại lục. Từ tháng 12 năm 2009, ông bị bắt và chịu án tù 11 năm và hai năm bị tước quyền chính trị vì tội "xúi giục chống phá nhà nước", hậu quả của việc ông tham gia viết Hiến chương 08. Còn vợ ông, bà Lưu Hà thì bị quản thúc từ năm 2010.

### Từ nhà tù sang nhà thương
Ngày 26 tháng 6 năm 2017, ông được chuyển từ nhà tù sang nhà thương sau khi được chẩn đoán ung thư gan giai đoạn cuối trong tháng 5 năm 2017. Đầu tháng 7 cơ quan cầm quyền tại tỉnh Liêu Ninh cho biết, theo yêu cầu của gia đình ông, các chuyên gia hàng đầu từ Mỹ, Đức và các nước khác đã được mời để điều trị cho nhà bất đồng chính kiến 61 tuổi.

### Cái chết và chỉ trích
Ông Lưu tuy nhiên đã không qua khỏi chứng bệnh và từ trần vào ngày 13/7/2017. Trung Quốc sau đó bác bỏ các chỉ trích của cộng đồng quốc về việc không cho phép nhà bất đồng chính kiến nổi tiếng nhất của nước này – Lưu Hiểu Ba được chữa trị căn bệnh ung thư gan ở nước ngoài. Họ nói rằng đây là vấn đề nội bộ và các nước khác "không có thẩm quyền để đưa ra những bình luận không đúng đắn." Trước đó, Đức, một trong những quốc gia cân nhắc là một lựa chọn cho ông Lưu, hối hận rằng việc di chuyển đã không diễn ra, Ngoại trưởng Sigmar Gabriel nói: "Trung Quốc có trách nhiệm trả lời một cách nhanh chóng, công khai và rõ ràng vì sao không phát hiện ra bệnh ung thư này sớm hơn". Ngoại trưởng Anh Boris Johnson cũng nói Trung Quốc đã "sai" khi từ chối cho ông Lưu đi nước ngoài. Giới bình luận cho rằng Bắc Kinh có thể đã không muốn ông Lưu rời khỏi Trung Quốc vì e ngại ông sẽ 'tiết lộ các thông tin' về thời gian ông bị giam giữ, theo truyền thông quốc tế.

## Đám tang & Tưởng niệm
Ông Lưu Hiểu Ba được hỏa táng trong tang lễ riêng tư. Các bức ảnh do chính quyền địa phương chia sẻ cho thấy bà Lưu và những người trong tang quyến ở bên cạnh quan tài mở của ông Lưu, được bao quanh bởi cúc trắng. Luật sư của ông Lưu Hiểu Ba, Jared Genser, cho biết bà Lưu đã bị câu lưu từ sau khi chồng bà qua đời.

### Nhận xét
Viết về cái chết bất ngờ của Lưu Hiểu Ba, Bùi Mẫn Hân chuyên gia về vấn đề cai trị tại Cộng hòa Nhân dân Trung Hoa cho là, ''việc ngược đãi'' của chính quyền Trung Quốc đối với Lưu cho thấy dấu hiệu của ''sự yếu đuối, bất an, và sợ hãi của mình''. Tới một thời điểm nào đó, có lẽ trong vòng hai thập kỷ tới, sự kết hợp của diễn biến hòa bình nội bộ và ''áp lực bên ngoài từ quần chúng đòi tự do sẽ làm sụp đổ chính sách cai trị độc đảng ở Trung Quốc'' – và, hy vọng, sẽ dẫn tới một loại xã hội cởi mở mà Lưu đã ''chiến đấu'' trong suốt cuộc đời của ông.

## Một số bài viết của Lưu Hiểu Ba
Lưu Hiểu Ba, là giáo sư văn học, tác giả của nhiều bài viết nổi tiếng tại Trung Quốc. Một số tác phẩm nổi tiếng của ông bao gồm:
- Phê phán về quyền lựa chọn – Đối thoại với Li Zehou. Nhà xuất bản nhân dân Thượng Hải, 1987.
- Thẩm mỹ và quyền con người. Nhà xuất bản Đại học sư phạm Bắc Kinh, 1988.
- Huyền thoại về siêu hình học. Nhà xuất bản nhân dân Thượng Hải, 1989.
- Trần trụi gặp chúa. Nhà xuất bản văn học thời đại và nghệ thuật, 1989.
- Độc thoại:Những kẻ sống sót của ngày tận thế. Nhà xuất bản thời đại Đài Loan, 1993.
- Chính trị và các học giả đương đại Trung Quốc. Nhà xuất bản Đường sơn Đài Loan, 1990.
- Những bài thơ tuyển chọn của Lưu Hiểu Ba và Lưu Hà. Nhà xuất bản quốc tế Xiafeier Hồng Kông, 2000.
- Dưới bút danh Lưu Hà và đồng tác giả với Vương Sóc (2000). Một mỹ nhân cho tôi viên thuốc tối hậu. Nhà xuất bản văn học nghệ thuật Trường Dương.
- Gửi tới đất nước dối trá chính lương tâm của nó. Nhà xuất bản Jieyou, 2002.
- Tương lai của Trung Quốc tự do trong cuộc đời chúng ta. Quỹ cải cách lao động, 2005.
- Lưỡi gươm đơn tẩm thuốc độc: Phê phán chủ nghĩa dân tộc Trung Quốc đương đại. Nhà xuất bản Boda. 2006.
- Cái chết chìm của đại quốc: Giác thư đến Trung Quốc. Yunchen Culture.ngày 1 tháng 10 năm 2009.

## Lễ trao giải Nobel Hòa Bình
Theo thông tin từ Oslo, tại lễ trao giải trong ngày thứ Sáu ngày 10/12, 19 quốc gia không tham dự, trên tổng số 194 các quốc gia toàn thế giới, là: Trung Quốc, Nga, Kazakhstan, Colombia, Tunisia, Ả Rập Saudi, Pakistan, Serbia, Iraq, Iran, Việt Nam, Afghanistan, Venezuela, Philippines, Ai Cập, Sudan, Ukraine, Cuba và Morocco.
Trong buổi lễ trao giải sáng 10/12/2010 tại Oslo, do ông Lưu Hiểu Ba vẫn bị giam và thân nhân của ông bị quản thúc hoặc công an giám sát nên ban tổ chức đã chọn một động thái biểu tượng. Trước chiếc ghế trống, chủ tịch ủy ban Nobel Thorbjoern Jagland nhắc lại rằng: "Ông Lưu Hiểu Ba không làm điều gì sai trái. Ông chỉ hành xử quyền công dân của mình mà thôi". Chủ tịch Ủy ban kêu gọi Trung Quốc trả tự do cho giải Nobel hòa bình 2010 và đặt bằng chứng nhận và huy chương Nobel Hòa bình lên chiếc ghế để trống.
Chủ tịch Ủy ban Nobel, ông Jagland nhấn mạnh giải thưởng không phải là hành động chống Trung Quốc. "Giải thưởng này ca ngợi người dân Trung Quốc," "Đây không phải là hành động phản đối, đây là tín hiệu cho Trung Quốc thấy rằng trong tương lai, phát triển kinh tế cần đi đôi với cải tổ chính trị, hậu thuẫn những người tranh đấu cho nhân quyền."
"Giải thưởng Nobel Hòa bình thuộc về giá trị nhân quyền phổ quát, không phải là tiêu chuẩn của Tây phương."
Ông Jagland nói tất cả thành viên của LHQ đều ký tên vào Tuyên ngôn Nhân quyền Quốc tế, và họ phải có "nghĩa vụ tôn trọng tài liệu này."
Ông nói ghế dành cho ông Liu tại buổi lễ trao giải sẽ không có người ngồi, đó chính là biểu tượng cho thấy "giải thưởng này cần thiết đến mức nào."
Tại buổi lễ trao giải ở thủ đô Oslo của Na Uy, diễn viên điện ảnh Liv Ullmann đọc lại tuyên bố mà ông Lưu đọc trước tòa tháng 12 năm 2009.
"Lòng tôi đầy lạc quan, tôi trông chờ vào tương lai tự do tươi sáng hơn của Trung Quốc."
"Không ai có thể dập tắt ngọn lửa tranh đấu cho tự do. Với nỗ lực của mọi người, hy vọng cuối cùng Trung Quốc sẽ trở thành quốc gia pháp trị, nơi nhân quyền được tôn trọng." 
Giám đốc Chương trình Nhân quyền của LHQ Navi Pillay kêu gọi giới chức hãy thả ông Lưu Hiểu Ba càng sớm càng tốt. Tại Hoa Kỳ, Tổng thống Barack Obama cũng thúc giục Bắc Kinh trả tự do cho nhà ly khai, cựu lãnh đạo phong trào Mùa Xuân Bắc Kinh 1989, đồng tác giả Hiến chương 08 công bố tháng 12 năm 2008 đề xướng dân chủ hóa chính trị.
Còn tại Trung Quốc, theo AFP, khoảng 100 người nhân ngày quốc tế nhân quyền 10 tháng 12 đã biểu tình trước cơ quan Liên Hợp Quốc tại Bắc Kinh. Dù cho chính quyền tìm cách ngăn chận thông tin và trấn áp đối lập, thông tin về giải Nobel Hòa Bình vẫn tràn ngập trên mạng internet và trong giới sinh viên.

## Quan hệ Trung Quốc – Na Uy
Sau khi Lưu Hiểu Ba được Ủy ban Nobel Na Uy trao tặng Giải Nobel Hòa bình, Trung Quốc tuyên bố cắt đứt quan hệ ngoại giao với Na Uy, yêu cầu nước này phải xin lỗi vì đã can dự vào nội bộ Hoa Lục. Đòi hỏi này bị Chính phủ Na Uy bác bỏ với lý do Ủy ban Nobel là một tổ chức hoạt động độc lập, chính quyền không can dự. Ngày 19 tháng 12 năm 2016, Trung Quốc và Na Uy nối lại quan hệ ngoại giao sau sáu năm gián đoạn.

## Gia đình
Sau 8 năm bị giam giữ ở nhà, Trung Quốc đã cho vợ của Lưu Hiểu Ba, Liu Xia, 57 tuổi, được phép sang Đức chữa bệnh vào ngày 10.7.2018. Bà Liu Xia, một nghệ sĩ, thi sĩ và nhiếp ảnh gia, đang bị bệnh trầm cảm trầm trọng.